# ماكوارية
ماكوارية (الاسم العلمي: Macquaria)، جنس من الأسماك المفترسة متوسطة الحجم وتنتمي إلى فصيلة فرخيات معتدلة، وهي متوطنة في أستراليا. توجد هذه الأسماك في الأنهار ومصبات الأنهار في الجزء الشرقي من القارة.

## الأنواع
الأنواع المعترف بها حاليًا في هذا الجنس هي
- فرخ ذهبي (جون ريتشاردسون (عالم), 1845),المعروف عادًة باسم "أصفر البطن"
- Macquaria australasica (جورج كوفييه, 1830), المعروف عادًة باسم فرخ ماكواري
- Macquaria colonorum (ألبرت غونتر, 1863), المعروف عادًة باسم فرخ مصب النهر
- Macquaria novemaculeata (Steindachner, 1866), المعروف عادًة باسم قاروص أسترالي